# David Pizarro
David Marcelo Pizarro Cortés, född 11 februari 1979 i Valparaíso, är en chilensk fotbollsspelare som spelar för Santiago Wanderers sedan sommaren 2015.

## Karriär

### Chile
Chilenaren började sin professionella karriär 1998 i Santiago Waderers som "playmaker" på mittfältet. 2001 hade han också en kort vistelse i Universidad de Chile där han gjorde debut för laget i Copa Libertadores.

### Italien
Efter imponerande spel hemma i Chile tog karriären fart på allvar. Pizarro kom egentligen till Udinese redan 1999, men det var först år 2001 som han verkligen fick chansen att visa sina kvaliteter.
Efter imponerande spel i Udinese skrev chilenaren på för storklubben Inter den 14 juli 2005. Dealen för Pizarro uppgick till €12 miljoner och dessutom delägarskap av Goran Pandev.

### England
Den 31 januari 2012 skrev David Pizarro på för Manchester City på ett låneavtal som sträckte sig hela säsongen.

## Karriär
Pizarro kom till Udinese Calcio med rykte om sig som underbarn, efter två säsonger med Santiago Wanderers.
Han debuterade redan i 18-årsåldern och under de närmaste två säsongerna hade hans namn blivit känt och känsliga fötter runt om i fotbollsvärlden. Många fotbollsklubbar var intresserade av den talangfulle chilenaren, men det var Udinese Calcio som värvade honom som 20-åring.
Säsongen 2001/2002 tog Pizarro hand om dirigentpinnen på mittfältet och visade vilken genial spelfördelare han var.
Från och med då gjorde Pizarro bra ifrån sig, både Juventus och Inter visade sitt intresse, vilket meförde att de sistnämnda skrev ett 4-årskontrakt med honom för summan av 12m €.
I Inter blev Pizarro mest förpassad till bänken. I augusti 2006 skrev Pizarro på ett 4-årskontrakt med en annan gigant inom italiensk fotboll, AS Roma för 6,5m €.
Pizarro blev hälftenägd av Roma samtidigt som han blev detsamma av sin gamla klubb Inter, en så kallad (co-ownership deal).
Efter det misslyckade kvalspelet för Chile till VM 2006 beslutade Pizarro att sluta spela i landslaget.